# 圣日耳曼德利韦
圣日耳曼德利韦（法語：Saint-Germain-de-Livet，法語發音：[sɛ̃ ʒɛʁmɛ̃ də livɛ] ⓘ）是法国卡尔瓦多斯省的一个市镇，属于利雪区。

## 地理
圣日耳曼德利韦（49°4'28"N, 0°11'28"E）面积16.41 平方千米，位于法国诺曼底大区卡爾瓦多斯省，该省份为法国西北部沿海省份，北濒大西洋英吉利海峡，东北与滨海塞纳省以海上边界相接，东临厄尔省，南至奧恩省，西与芒什省接壤。
与圣日耳曼德利韦接壤的市镇（或旧市镇、城区）包括：莱萨尔和勒谢讷、勒梅尼勒厄德、普雷特勒维尔、圣让德利韦、圣马丹德拉略、利瓦罗派多日。

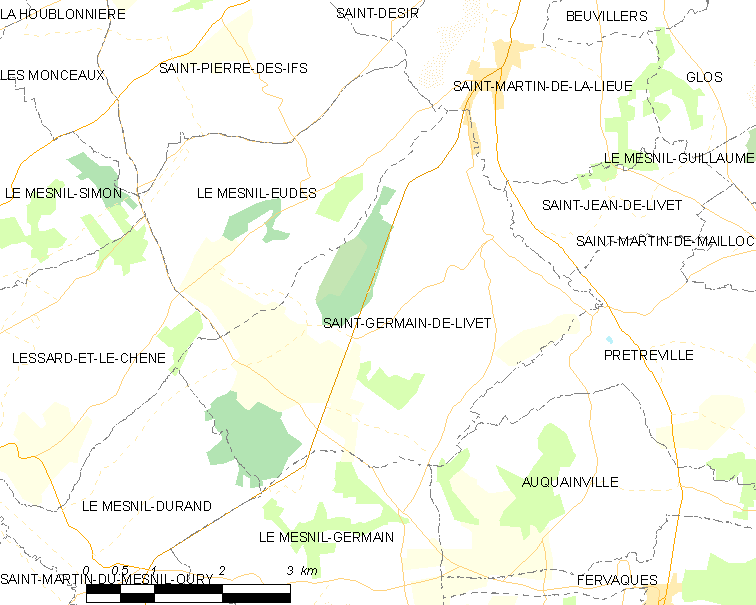
圣日耳曼德利韦的OSM定位图

圣日耳曼德利韦的时区为UTC+01:00、UTC+02:00（夏令时）。

## 行政
圣日耳曼德利韦的邮政编码为14100，INSEE市镇编码为14582。

## 政治
圣日耳曼德利韦所属的省级选区为梅济东瓦莱多日县。

## 人口

1962-2008年间圣日耳曼德利韦人口变化图示

圣日耳曼德利韦于2022年1月1日时的人口数量为698人。